# David Matas
David Matas (nacido el 29 de agosto de 1943) es el principal asesor jurídico de B'nai Brith Canadá. Ha mantenido un trabajo independiente desde 1979 en temas de refugiados, inmigración y legislación de derechos humanos. Ha publicado varios libros y artículos. Actualmente David Matas reside en Winnipeg.
- Datos: Q346720